# الواجهة البينية للبيانات الموزعة بالألياف

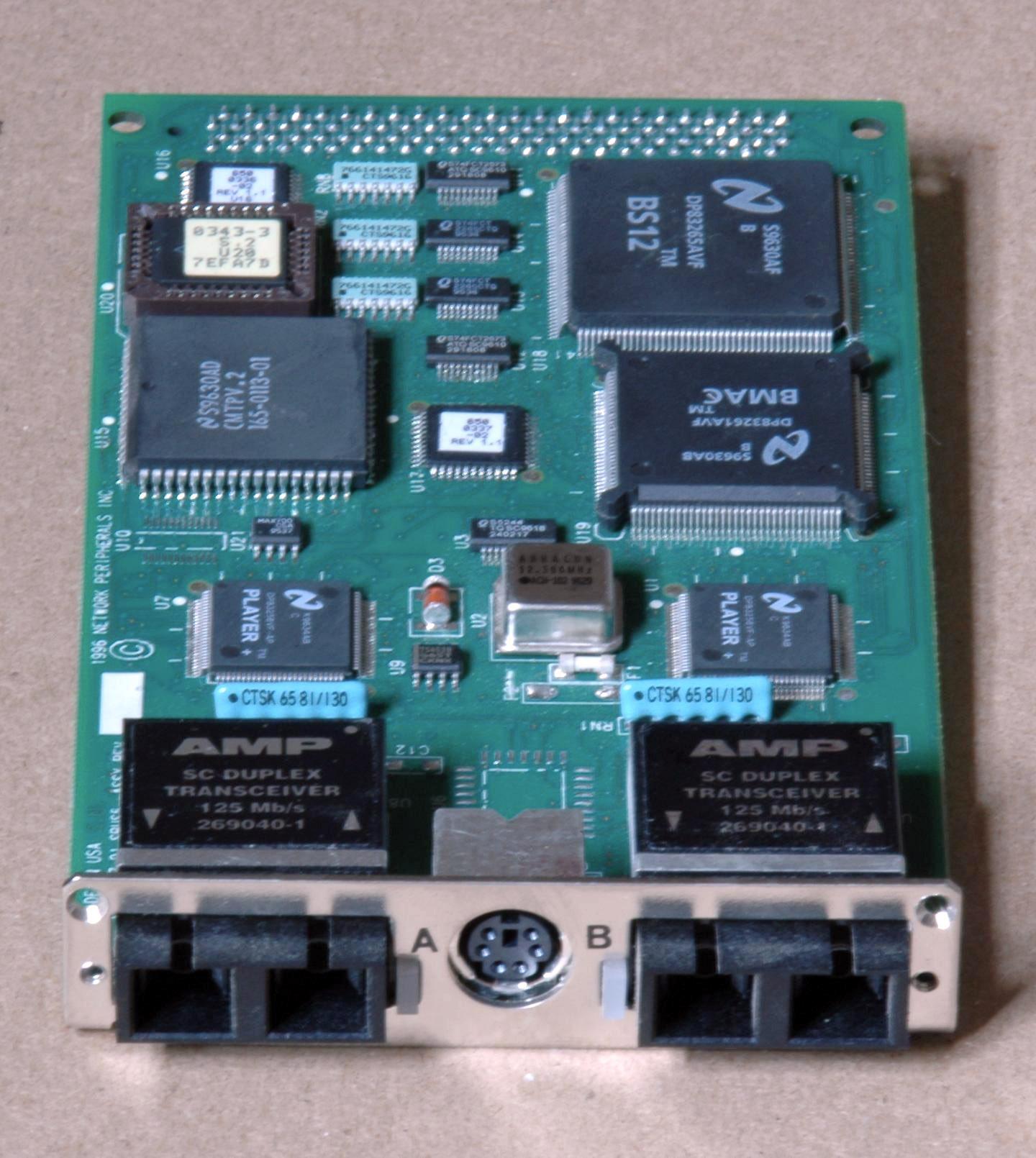
لوحة واجهة معطيات موزعة عبر الألياف الضوئية مزدوجة التركيب لـ SBus

واجهة معطيات موزَّعة عبر الألياف الضوئية (بالإنجليزية: Fiber distributed Data Interface)‏  اختصاراً FDDI، هي التقنية التي تعرف حركة المرور في شبكة الكمبيوتر المحلي (الشبكة المحلية) المستخدم بها الياف ضوئية كناقل رئيسي ضمن مسافة تصل إلى 200 كيلو متر وهي من تكنولوجيا الشبكات الحلقية (token ring).
وتبلغ سرعة البيانات في شبكة الألياف الضوئية أكثر من 100 ميجا بت في الثانية ولدعم الآلاف من الوظائف على أساس الألياف البصرية (يمكن أيضا أن تنفذ باستخدام كابلات النحاس—على سبيل المثال تكنولوجيا(CDDI) وتستند هذه التقنية على الشبكة رمز عصابة هيكل حلقة مزدوجة. وقد وضعت معيار الألياف الضوئية (X3 - T9.5) بواسطة مقاييس في منتصف 1980 الإجابة على عدد قليل من مشاكل شبكات إيثرنت ورمز عصابة عرض النطاق الترددي القيود بما في ذلك --، والتطبيقات موثوقية الحرجة لا توفر قصيرة المدى للاتصالات وسائل الإعلام.

## المواصفات التقنية
هناك نوعان من شبكة الألياف الضوئية حلقات
1. رئيسي Single Mod
2. الثانوي Double Mod

في الثانوي يتم تمرير الرمز المميز (رمز عصابة) في اتجاهين معاكسين. ويتم وضع عادي حركة البيانات إلا على عصابة الأولية، والثانوية في حلقة العمل عندما يكون هناك فشل في أي نقطة على الشبكة، مما يتيح التواصل المستمر بين أي نقطتين بسبب حقيقة أن اثنين من عصابات تعمل في اتجاهين معاكسين. ويمكن استخدام اثنين من الحلقات في روتين وكذلك لمضاعفة عرض النطاق الترددي شبكة، في حالة فشل الذي لإعادة عرض النطاق الترددي ل شبكة الاتصال الأصلي.

## الألياف الضوئية معيار يحدد أربعة مستويات
مركز الإدارة و-- سمت—تعيين طوبولوجيا، والطريقة التي نعمل بها،.
-- وسائل الإعلام مراقبة الدخول—مجموعات التعامل مع الرمز، كشف فشل مدخل الدائري لل ثانوية. كما يحدد هيكل الإطار (اطار) آلية لمجرد أخطاء.
المادية طبقة بروتوكول—PHY—يحدد كيفية إنشاء إطار عمل ل تحليل المرسل في المتلقي.
البدنية وسائل الإعلام التابعة—شعبة الشؤون النفطية—يحدد الخصائص الفيزيائية لل ألياف البصرية، والعمل في وضع واحد أو متعدد النمط، أنواع الكابلات والمكونات البصرية.

## ثلاث طرق للاتصال في شبكة الألياف الضوئية
1. ساس—ٍ(Single-Attached Station (SAS) محطات الربط الفردي أو الاحادي—محطة حلقة متصلة من خلال الألياف الضوئية منسق (محور)، أو تحول (التبديل). وهذه هي ميزة اتصال الشبكة لا يتأثر فصل المحطة أو سقوطها، والجانب السلبي هو تكلفة عنصر الاتصال إضافية، مما يزيد من نقاط الفشل المحتملة في وسائل الإعلام.
2. داس DAS) Dual-Attached Station)-- محطات الربط الثنائي—وهي المحطة التي تستخدم فعلا في حلقة الألياف الضوئية هو خاتم الذي هو الرابط الرئيسي والدائري الثانوي. إشكالية شكل هذا الصدد هو أنها سبب لقطع شبكة كلما المحطة إيقاف أو قطع الاتصال من الشبكة.

الألياف الضوئية رابط—هو في الواقع لبنة في بناء شبكات الألياف الضوئية، المسؤولة عن إدارة وسائل الإعلام، ساس تقع كشف الكنيست حلقة عمل ثانوي للحفاظ على أداء الشبكة.

## المعايير
FDDI standards include:
- ANSI X3.139-1987, Media Access Control (MAC) — also ISO 9314-2
- ANSI X3.148-1988, Physical Layer Protocol (PHY) — also ISO 9314-1
- ANSI X3.166-1989, Physical Medium Dependent (PMD) — also ISO 9314-3
- ANSI X3.184-1993, Single Mode Fiber Physical Medium Dependent (SMF-PMD) — also ISO 9314-4
- ANSI X3.229-1994, Station Management (SMT) — also ISO 9314-6